# 川北桃子
川北 桃子（かわきた ももこ、1974年8月29日 - ）は、テレビ朝日コンテンツ編成局動画制作部所属のチーフプロデューサー。元アナウンサー。

## 経歴・人物
| 年表                   | 経歴                                                                                 | 備考 |
| ---------------------- | ------------------------------------------------------------------------------------ | --- |
| 1974年8月29日          | 静岡県沼津市出身                                                                     | 静岡県沼津市出身 |
| 1993年3月 - 1997年3月  | 不二聖心女子学院→聖心女子大学文学部を卒業                                            | 不二聖心女子学院→聖心女子大学文学部を卒業 |
| 1997年4月1日           | テレビ朝日にアナウンサーとして入社                                                   | テレビ朝日にアナウンサーとして入社 |
| 1998年4月 - 1999年3月  | 『早起き!チェック』司会                                                              | 1998年9月まで水・木曜日担当、同年10月から水～金曜日担当 |
| 1998年4月 - 2000年3月  | 『やじうまワイド』土曜版天気コーナー担当                                             | 途中半年は、一旦離れていた |
| 1999年4月 - 2000年9月  | 『スーパーJチャンネル』週末メインキャスター                                          | 2000年4月からは、日曜日のみ放送 |
| 2002年4月 - 2004年6月  | 『都のかほり』ナレーション担当                                                       | 番組降板まで3ヵ月は、後記の広報局宣伝部の肩書きで担当 |
| 2002年10月 - 2003年4月 | 『スーパーモーニング』番組コーナー『ニュースシンラバンショー』担当                   | 『スーパーモーニング』番組コーナー『ニュースシンラバンショー』担当 |
| 2004年4月1日           | 同日をもって同社広報局宣伝部に異動                                                   | 本人は同社ホームページ内『アナウンサーズ』において、異動の挨拶として『異動はあくまで自分の希望によるものである』としている                                                           |
| 2004年10月9日          | 制作プロダクションのディレクター（1971年 - ）と結婚したが、その後離婚                | 制作プロダクションのディレクター（1971年 - ）と結婚したが、その後離婚 |
| その他                 | 映画センターに所属し『ドラえもん』のプロデューサーに就任                             | 編成部に異動した後も編成担当の立場で『ドラえもん』（他『エリアの騎士』を担当）に関わるが、杉山登の異動に伴い、再び映画センターに戻り「ドラえもん」のチーフプロデューサー（CP）に就任 |
| 2019年7月以降          | CPの座は一旦菊池寛之に譲るも、動画制作部の責任者となって『ドラえもん』のCPに再度就任 | 『クレヨンしんちゃん』も同職で兼務 |
| 2021年7月              | 退任                                                                                 | 後任は両作共に小野仁が務める。 |

## 同期入社アナウンサー
- 勝田和宏（現：報道局社会部記者）
- 平石直之